# Antoni Garcia i Llorca
Antoni Garcia i Llorca   (la Barceloneta, 1971) és un escriptor i traductor català. Treballa en la indústria editorial. S'ha especialitzat en literatura infantil i juvenil, amb obres que l'han fet guanyar alguns dels principals premis del sector. Entre altres, destaquen Ulls d'Ocell (Premi Folch i Torres 1995 i Premi Serra d'Or 1997), Tiny de llum de lluna (Premi Guillem Cifre de Colonya 1997) i Espasa de Constel·lació (Premi Joaquim Ruyra 1998). Actualment viu a la ciutat sueca de Göteborg.